# Ich küsse Ihre Hand, Madame (Lied)

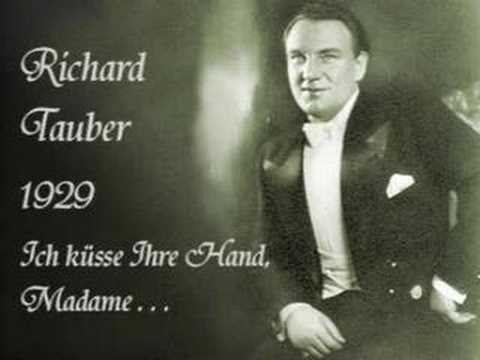
Der Tenor Richard Tauber bekam für Ich küsse Ihre Hand, Madame 1929 eine Tonspur in dem gleichnamigen Film

Ich küsse Ihre Hand, Madame ist ein Tangolied, das Ralph Erwin (1896–1943) komponierte. Der Text stammt von Fritz Rotter. Bekannt wurde es durch die Interpretation von Richard Tauber. Im englischsprachigen Raum wurde der Song als I Kiss Your Hand, Madame mit einem neuen Text von Sam M. Lewis und Joe Young um 1930 populär.

## Versionen
Die erste Strophe des Lieds von Fritz Rotter lautet:
Ich küsse Ihre Hand, Madame, und träum’, es war Ihr Mund.

Ich bin ja so galant, Madame, und das hat seinen Grund.

Hab’ ich erst Ihr Vertraun, Madame, und Ihre Sympathie,

wenn Sie erst auf mich bau’n, Madame.

Ja, dann werden Sie schau’n, Madame

Küss’ ich statt Ihrer Hand, Madame,

nur Ihren roten Mund.
Verwendung fand das Chanson im gleichnamigen Film aus dem Jahr 1929, einem der letzten Stummfilme aus der Zeit des Übergangs zum Tonfilm, in dem es Richard Tauber als Gesangsdouble für  Harry Liedtke vortrug.
Diese Gesangseinlage wurde später von Dickie Fellowes-Gordon und Noël Coward parodiert:
| I will not kiss your hand madame, You're such a bloody bore For years and years I've planned madame To sock you in the jaw If you're feeling blue, Madame | And you don't know what to do, Madame Or to make the moments pass Madame Then take my hob-nailed boot Madame And shove it up your arse. |

In Amerika wurde der Song durch die Aufnahme von Rudy Vallée populär. In den 1930er-Jahren war er die Erkennungsmelodie von Lannie Ross in der Campbell Soup Radio Show.
Der Filmtitel Ich bin ein Elefant, Madame (1968, Regie: Peter Zadek), nahm ironisch Bezug auf die Schlagerzeilen Ich küsse Ihre Hand, Madame. Im Film wird der Song auch gespielt.
Es gab auch eine Parodie zu diesem Lied
Ich küsse Ihre Hand, Madame, und schon beißt mich ihr Hund.

Ich bin ja so erstaunt, Madame, und das hat keinen Grund.

Hab’ ich erst Ihr Vertraun, Madame, und Ihre Sympathie,

und darf ich ihn erst hau’n, Madame.

Ja, dann Sie werden schau’n, Madame

Hau’ ich statt Ihren Hund, Madame,

Sie selber auf den Mund. 
die von Felix Knemöller interpretiert wurde.

## Aufnahmen des englischen Titels und spätere Coverversionen
Das Leo Reisman Orchestra war mit dem Song (Victor 21920) erfolgreich in den US-Charts (#3); zu den weiteren Musikern, die den Song ab Oktober 1929 coverten, gehörten in Berlin Lud Gluskin (Homokord bzw. 1929 Tri-Ergon), Alfred Vogel mit Orchester (Beka), Whispering Jack Smith, und Marek Weber, in London Jack Hylton, Bert Maddison & his Band (Sterno 126) und Richard Tauber mit dem Grand Symphony Orchestra London (Odeon), in den USA Sam Lanin (Pathé X-6278), Smith Ballew (Parlophone), Dick Robertson, Dick Adamsons S. S. „Malolo“ Orchestra (Columbia 40089), Fred Rich and his Orchestra, Ben Bernie & His Hotel Roosevelt Orchestra (Brunswick, Gesang Scrappy Lambert).

Label der Schellackplatte mit dem Song I Kiss Your Hand, Madame, den der „flüsternde Bariton“ Whispering Jack Smith am 27. August 1928 in Berlin mit Pianobegleitung aufnahm.

Der Diskograf Tom Lord listet im Bereich des Jazz insgesamt 24 (Stand 2016) Coverversionen, mit englischem Text von Red Norvo (Columbia 1938), Paul Whiteman (1939), Helmut Zacharias (1949), Lionel Hampton (1956), ferner Dick Hyman, Earl Bostic, Charlie Shavers, Carmen Cavallaro und Papa Bue Jensen, mit deutschen Text vom Hazy Osterwald Sextet/Combo (1954) Johannes Fehring (1956) und (um 1980) die Blue Note Seven
Bing Crosby sang ihn in dem Paramount-Filmmusical The Emperor Waltz (1948, Regie Billy Wilder); begleitet vom Studioorchester Victor Young, spielte er den Song für Decca Records ein (#4170-B). The Manhattan Transfer sang Ich Küsse Ihre Hand, Madame im Soundtrack des Films Schöner Gigolo, armer Gigolo. I Kiss Your Hand, Madame wurde außerdem von Musikern der Pop- und Unterhaltungsmusik wie Perry Como (1943), Buddy Clark (1947), Spike Jones & His City Slickers, den Comedian Harmonists, Fritz Schulz-Reichel, Fritz Wunderlich, Johannes Heesters, Aimé Barelli, Hugo Strasser, Günter Noris, Peter Kreuder/Ralph Marco, Paul Kuhn/SFB Big Band, Kai Warner (1967) und Max Raabe gecovert. Der Sänger Gábor József nahm eine ungarische Version (Megcsókolom kezét Madame) auf, eine französische Version (Ce N'est Que Votre Main, madame) stammte von Gesky De L'empire (Disque K-5635); Tadeusz Faliszewski coverte ihn in polnischer Sprache (Całuję twoją dłoń).